# Høve Sogn
Høve Sogn 
ist eine Kirchspielsgemeinde (dän.: Sogn)
auf der Insel Sjælland in Dänemark.
Bis 1970 gehörte sie zur Harde Vester Flakkebjerg Herred im damaligen Sorø Amt, danach zur Hashøj Kommune im Vestsjællands Amt, die im Zuge der  Kommunalreform zum 1. Januar 2007 in der Slagelse Kommune in der Region Sjælland aufgegangen ist.
Im Kirchspiel leben 294 Einwohner (Stand: 1. Januar 2023).
Im Kirchspiel liegt die Kirche „Høve Kirke“.
Nachbargemeinden sind im Norden Flakkebjerg Sogn, im Nordosten Gimlinge Sogn, im Osten Hyllested Sogn, im Südosten Sønder Bjerge Sogn, im Südwesten Tjæreby Sogn und im Nordwesten Eggeslevmagle Sogn.